# Felice da Corsano
Felice da Corsano (Corsano, ... – 20 settembre 1526) è stato un religioso italiano, appartenente all'Ordine di Sant'Agostino.

## Biografia
Felice nacque nella prima metà del Quattrocento nel borgo di Corsano che, a quell’epoca, costituiva un'universitas autonoma nell'ambito della contea di Ariano nonché una parrocchia della diocesi di Ariano. Studente a Napoli presso gli Agostiniani di San Giovanni a Carbonara, divenne presto dottore in lettere e teologia nonché baccelliere, archivista e storico dello stesso Ordine Agostiniano. Nel 1470, unitamente ad alcuni suoi confratelli, si recò nella tenuta boschiva di Valle in Vincolis (estesa su 111 ettari) presso Deliceto, nel settore meridionale dei monti della Daunia. In quel luogo, grazie al contributo del marchese Piccolomini, feudatario del posto, fondò il convento di Santa Maria della Consolazione con una chiesetta a pianta rettangolare, un chiostro e una grotta-rifugio con tre stanze che costituì il suo eremo. Conclusi i lavori padre Felice ritenne opportuno elaborare un progetto di riforma per il suo Ordine Eremitano di Sant'Agostino. Dopo una lunga fase di studio la riforma, detta ilicetana (da "Iliceto" antico nome di Deliceto) e dedicata alla Madonna della Consolazione, venne implementata a partire dal 1492 e diffusa in sette diocesi: Ariano, Ascoli di Puglia, Avellino, Benevento, Bojano, Bovino e Troia. L'attività riformatrice di Felice da Corsano si dimostrò innovativa e lungimirante nonché attenta ai fermenti che in quel periodo storico si diffondevano nell'Europa cristiana e che, pochi decenni più tardi, avrebbero fomentato la nascita e lo sviluppo del luteranesimo.
Padre Felice morì il 20 settembre 1526 e le sue spoglie giacciono nella chiesa dei Liguorini di Avellino. Il processo canonico fu avviato nel 1775, su proposta del vescovo di Bovino Antonio Lucci, che attestò che da oltre un secolo padre Felice era venerato come santo.
Fra i suoi devoti vi furono sant’Alfonso Maria de' Liguori e san Gerardo Maiella, entrambi a lungo legati al convento della Madonna della Consolazione .